# Wiktor Zaporożeć
Wiktor Kostiantynowycz Zaporożeć (ukr. Віктор Костянтинович Запорожець, ur. 23 maja 1947 w Wołczance, ob. Wołczańsk) – ukraiński bokser walczący w barwach Związku Radzieckiego, olimpijczyk, później trener bokserski.
Wystąpił w kategorii papierowej (do 48 kg) na igrzyskach olimpijskich w 1968 w Meksyku, gdzie wygrał jedną walkę, a w następnej przegrał z późniejszym wicemistrzem Jee Yong-ju z Korei Południowej. Na mistrzostwach Europy w 1971 w Madrycie walczył w wadze muszej (do 51 kg). Pokonał Hansa Freistadta z Republiki Federalnej Niemiec, ale w ćwierćfinale przegrał z Polakiem Leszkiem Błażyńskim.
Był mistrzem ZSRR w wadze muszej w 1971 oraz wicemistrzem w wadze papierowej w 1967 i w wadze muszej w 1969.
Stoczył 183 walki, z których wygrał 155.
Od 1973 pracował jako trener. Jego wychowankiem jest m.in. Ołeh Maszkin. W 2001 otrzymał tytuł Zasłużonego Trenera Ukrainy.